# Бєлоглазов Сергій Олексійович
Сергій Олексійович Бєлоглазов (16 вересня 1956, Калінінград, Російська РФСР) — український радянський борець вільного стилю, шестиразовий чемпіон світу, п'ятиразовий чемпіон Європи, чотириразовий володар Кубків світу, дворазовий олімпійський чемпіон. У 2004 році включений до Всесвітньої Зали слави Міжнародної федерації об'єднаних стилів боротьби (FILA).

## Біографія
Боротьбою почав займатися з 1968 року. Тренувався у Києві в спортивному товаристві «Динамо».
Олімпійські золоті медалі та звання олімпійського чемпіона Сергій Бєлоглазов здобував двічі — на московській та сеульській Олімпіадах у вазі півня (до 57 кг).
Кар'єра Сергія Бєлоглазова на міжнародній арені була однією з найтриваліших серед борців. До національної збірної він потрапив у 1977 році. Він вигравав олімпійські турніри в Москві та в Сеулі, й, безсумнівно, був би серед фаворитів на виграш у Лос-Анжелесі, якби не бойкот. Чемпіонат Європи Бєлоглазов вигравав у 1979, 1982, 1984, 1987 та 1988 роках. Чемпіоном світу він ставав у 1981-83 та 1985-87 роках, а ще двічі отримував срібну медаль.
В 1979, 1980, 1981, 1983 та 1986 роках Сергій Бєлоглазов був володарем кубка світу.
Після завершення кар'єри борця Сергій Бєлоглазов був першим із радянських спортсменів, якого запросили на посаду тренера в американський університет. Він також працював головним тренером національної команди США з вільної боротьби. У 1994-1998 рр. Сергій був тренером японської національної команди з вільної боротьби, а в 1998 році повернувся до Росії, щоб почати працювати тренером збірної Росії з вільної боротьби разом зі своїм братом-близнюком. У 2003-2006 Сергій знову головний тренер збірної Сполучених Штатів з вільної боротьби і у 2006-2009 був головним тренером жіночої збірної Росії. З 2009 року він працював головним тренером збірної Сінгапуру.
Його брат-близнюк, Анатолій Бєлоглазов теж багаторазовий чемпіон світу і Європи, олімпійський чемпіон у вільній боротьбі, боровся завжди на одну категорію нижче ніж Сергій.
Починаючи з 1998 року в Калінінграді проводиться щорічний турнір з вільної боротьби на честь Анатолія і Сергія Бєлоглазових.

## Спортивні результати на міжнародних змаганнях

### Виступи на Олімпіадах
| Змагання                    | Збірна | Вагова категорія | Місце  |
| --------------------------- | ------ | ---------------- | ------ |
| Літні Олімпійські ігри 1980 | СРСР   | 57 кг            | Золото |
| Літні Олімпійські ігри 1988 | СРСР   | 57 кг            | Золото |

### Виступи на Чемпіонатах світу
| Змагання                        | Збірна | Вагова категорія | Місце  |
| ------------------------------- | ------ | ---------------- | ------ |
| Чемпіонат світу з боротьби 1979 | СРСР   | 57 кг            | Срібло |
| Чемпіонат світу з боротьби 1981 | СРСР   | 57 кг            | Золото |
| Чемпіонат світу з боротьби 1982 | СРСР   | 62 кг            | Золото |
| Чемпіонат світу з боротьби 1983 | СРСР   | 57 кг            | Золото |
| Чемпіонат світу з боротьби 1985 | СРСР   | 57 кг            | Золото |
| Чемпіонат світу з боротьби 1986 | СРСР   | 57 кг            | Золото |
| Чемпіонат світу з боротьби 1987 | СРСР   | 57 кг            | Золото |

### Виступи на Чемпіонатах Європи
| Змагання                         | Збірна | Вагова категорія | Місце  |
| -------------------------------- | ------ | ---------------- | ------ |
| Чемпіонат Європи з боротьби 1979 | СРСР   | 57 кг            | Золото |
| Чемпіонат Європи з боротьби 1982 | СРСР   | 57 кг            | Золото |
| Чемпіонат Європи з боротьби 1984 | СРСР   | 57 кг            | Золото |
| Чемпіонат Європи з боротьби 1987 | СРСР   | 57 кг            | Золото |
| Чемпіонат Європи з боротьби 1988 | СРСР   | 57 кг            | Золото |

### Виступи на Кубках світу
| Змагання                    | Збірна | Вагова категорія | Місце  |
| --------------------------- | ------ | ---------------- | ------ |
| Кубок світу з боротьби 1980 | СРСР   | 57 кг            | Золото |
| Кубок світу з боротьби 1981 | СРСР   | 57 кг            | Золото |
| Кубок світу з боротьби 1982 | СРСР   | 57 кг            | Золото |
| Кубок світу з боротьби 1986 | СРСР   | 57 кг            | Золото |

### Виступи на інших змаганнях
| Змагання                              | Збірна | Вагова категорія | Місце  |
| ------------------------------------- | ------ | ---------------- | ------ |
| Гран-прі Німеччини з боротьби 1984    | СРСР   | 57 кг            | Бронза |
| Супер-чемпіонат світу з боротьби 1985 | СРСР   | 57 кг            | Золото |
| Супер-чемпіонат світу з боротьби 1986 | СРСР   | 57 кг            | Золото |
| Гран-прі Німеччини з боротьби 1987    | СРСР   | 57 кг            | Золото |
| Гран-прі FILA 1988                    | СРСР   | 57 кг            | Золото |